# Wylatkowo
Wylatkowo – wieś w Polsce położona w województwie wielkopolskim, w powiecie słupeckim, w gminie Powidz, nad jeziorem Niedzięgiel.

Wieś królewska Wielatkowo należąca do starostwa powidzkiego, pod koniec XVI wieku leżała w powiecie gnieźnieńskim województwa kaliskiego. Około 1792 roku w Wylatkowie funkcjonowała huta szkła. 27 września 1939 roku Niemcy rozstrzelali 4 mieszkańców wsi: Mariana Biziela, Franciszka Rożka oraz braci Walentego i Mariana Soszyńskich. 
W latach 1975–1998 miejscowość administracyjnie należała do województwa konińskiego.
Na terenie miejscowości znajduje się wiele nieruchomości letniskowych. Czyste jezioro Niedzięgiel, sąsiedztwo lasów, sprzyja wypoczynkowi. Wylatkowo znajduje się na terenie Powidzkiego Parku Krajobrazowego.
Prawie 50% powierzchni wsi, to lasy.

## Dane statystyczne
Na dzień 31.12.2019, według Raportu o Stanie Gminy, Wylatkowo zamieszkują 202 osoby. Liczba podatników (podatku od osób fizycznych) wynosi 133 osoby.

## Informacje o wsi
W miejscowości znajduje się:
- świetlica,
- kaplica,
- 4 figury ku czci Matki Boskiej,
- plac zabaw wraz z siłownią zewnętrzną,
- remiza Ochotniczej Straży Pożarnej,
- boisko do siatkówki.

Ponadto:
- Obelisk kamienny dla upamiętniania rozstrzelanych przez hitlerowców we wrześniu 1939 roku mieszkańców Wylatkowa[4].